# Galápagos (programa de radio)

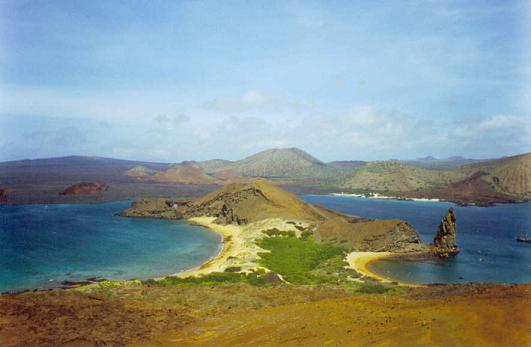
Islas Galápagos.

Galápagos es un programa de radio ecuatoriano que habla de la actualidad de las Islas Galápagos transmitido por la emisora de onda corta HCJB todos los sábados a las 2100 UTC en la frecuencia de los 12000 kHz, banda de 25 metros. Es presentado por el locutor Edwin Chamorro.
Galápagos está enfocado principalmente a todo lo que tenga que ver con el medio ambiente, el turismo y el desarrollo del archipiélago. También se presentan piezas musicales de origen ecuatoriano. El programa posee una duración de 15 minutos.
El eslogan del programa es "Galápagos, una maravilla de la creación de Dios".